# Barillas (Navarra)
Barillas es una villa y municipio español de la Comunidad Foral de Navarra, situado en la Merindad de Tudela, en la Comarca de Tudela y a 106,8 km de la capital de la comunidad, Pamplona. Su población en 2024 fue de 238 habitantes (INE).

## Símbolos

### Escudo
El escudo de armas de la villa de Barillas tiene el siguiente blasón:

Trae de oro y un árbol a cuyo tronco está atado un lebrel en su color natural.

En las vidrieras del palacio de Palacio de Navarra figura uno de oro y cinco bandas de gules, que no es el del pueblo, sino el de su antiguo señorío.

## Historia
Conquistada por los años de 1114 y agregada en el de 1117 a los fueros de Tudela por el rey Alfonso el batallador, quedó poblada de moros a los cuales el rey D. García Ramírez recibió bajo su protección, imponiéndoles el tributo de las décimas de todos los frutos y ganados a favor del monasterio de religiosas que allí había y que posteriormente se trasladaron a Tulebras. Desamparada con este motivo la iglesia que está dedicada a San Miguel, disputaron su pertenencia las de Tudela y Tarazona, y se adjudicó a ésta por sentencia de un legado apostólico.
Fueron señores de la villa D. Pedro Sánchez y Dª. Urraca Gil, que la vendieron con el castillo al rey Sancho el Fuerte por 3.400 maravedís de oro en el año de 1224. En el de 1323, se enajenó de la corona con beneplácito del rey D. Carlos I de Navarra y se vendió a Pedro de Torres, obispo de Tarazona, bajo condición de no poder amortizarse ni pasar a personas eclesiásticas. Luego, correspondió su señorío a los condes de Bureta, que en virtud de merced del rey D. Fernando el católico, hecha a D. Charles Paschier en 1514, nombraron un alcalde para ejercer la jurisdicción en la villa.

## Demografía
Barillas cuenta con una población de 238 habitantes (INE 2024).
| Gráfica de evolución demográfica de Barillas entre 1842 y 2021                                                      |
| |
| Población de derecho según los censos de población del INE Población de hecho según los censos de población del INE |

## Administración y política
| Partido político                                 | 2019  | 2019       | 2015  | 2015       | 2011  | 2011       | 2007  | 2007       | 2003  | 2003       | 1999  | 1999       | 1995  | 1995       |
| Partido político                                 | %     | Concejales | %     | Concejales | %     | Concejales | %     | Concejales | %     | Concejales | %     | Concejales | %     | Concejales |
| Agrupación Independiente de Barillas 1 (AIB1)    | 43,31 | 3          | —     | —          | —     | —          | —     | —          | —     | —          | —     | —          | —     | —          |
| Agrupación Independiente de Barillas 2 (AIB2)    | 30,71 | 2          | —     | —          | —     | —          | —     | —          | —     | —          | —     | —          | —     | —          |
| Agrupación Independiente de Barillas (AIB)       | —     | —          | 54,13 | 5          | 50,00 | 5          | —     | —          | 54,35 | 5          | —     | —          | —     | —          |
| Unión Independiente La Plana de Barillas (UILPB) | —     | —          | —     | —          | —     | —          | 38,00 | 2          | —     | —          | —     | —          | —     | —          |
| Grupo por la Armonía y la Convivencia (GAC)      | —     | —          | —     | —          | —     | —          | 36,67 | 2          | —     | —          | —     | —          | —     | —          |
| Agrupación Independiente Torcas de Barilla       | —     | —          | —     | —          | —     | —          | 27,33 | 1          | —     | —          | —     | —          | —     | —          |
| Agrupación Torcas (AT)                           | —     | —          | —     | —          | —     | —          | —     | —          | —     | —          | 39,57 | 3          | —     | —          |
| Agrupación La Plana (AP)                         | —     | —          | —     | —          | —     | —          | —     | —          | —     | —          | 39,57 | 2          | —     | —          |
| A. I. La Olma de Barillas (AILOB)                | —     | —          | —     | —          | —     | —          | —     | —          | —     | —          | —     | —          | 58,78 | 5          |

Para las elecciones de 2019 los miembros de la agrupación de electores Agrupación Independiente de Tulebras, que había sido la única candidatura presentada a las elecciones municipales de Barillas de 2015, se separaron y decidieron conformar en esta ocasión dos agrupaciones de electores distintas, pero ambas mantuvieron el nombre de Agrupación Independiente de Tulebras por lo que se utilizó para diferenciar una de la otra los números 1 y 2 en función de cuál de las dos había registrado su candidatura en primer lugar ante la Junta Electoral de Zona de Tudela.

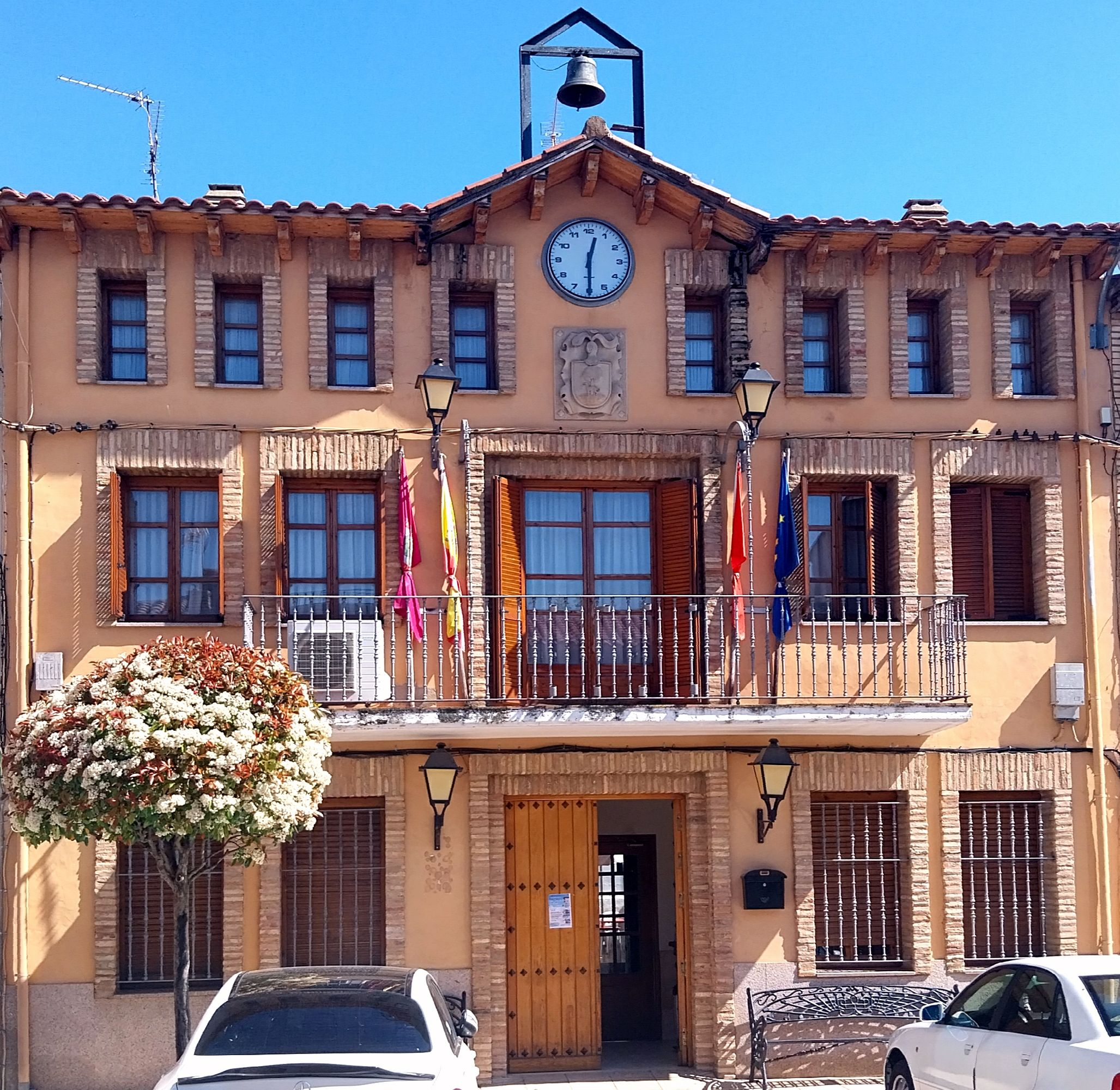
Ayuntamiento de Barillas

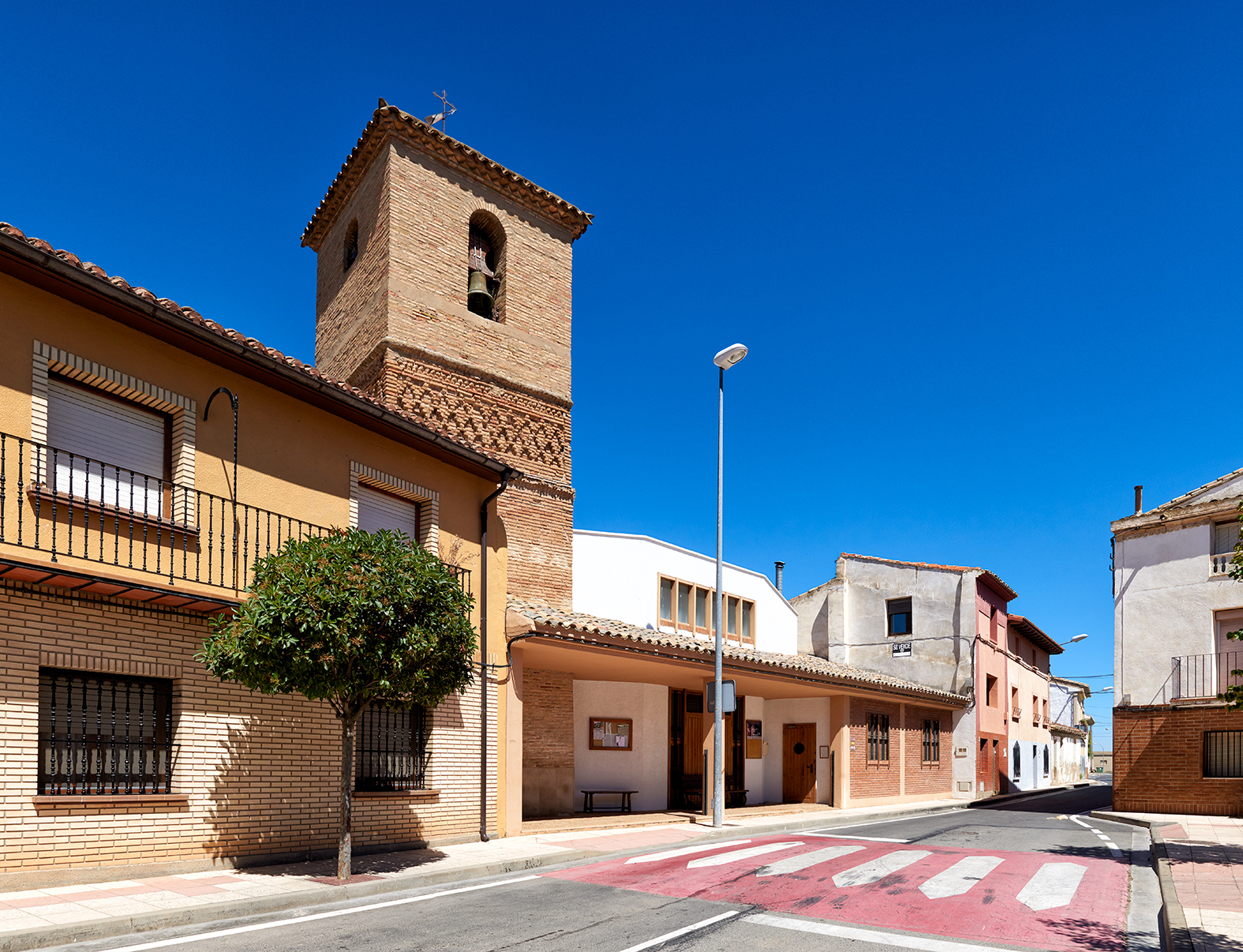
Parroquia de San Miguel Arcángel